# Tibetaanse gebedsvlag

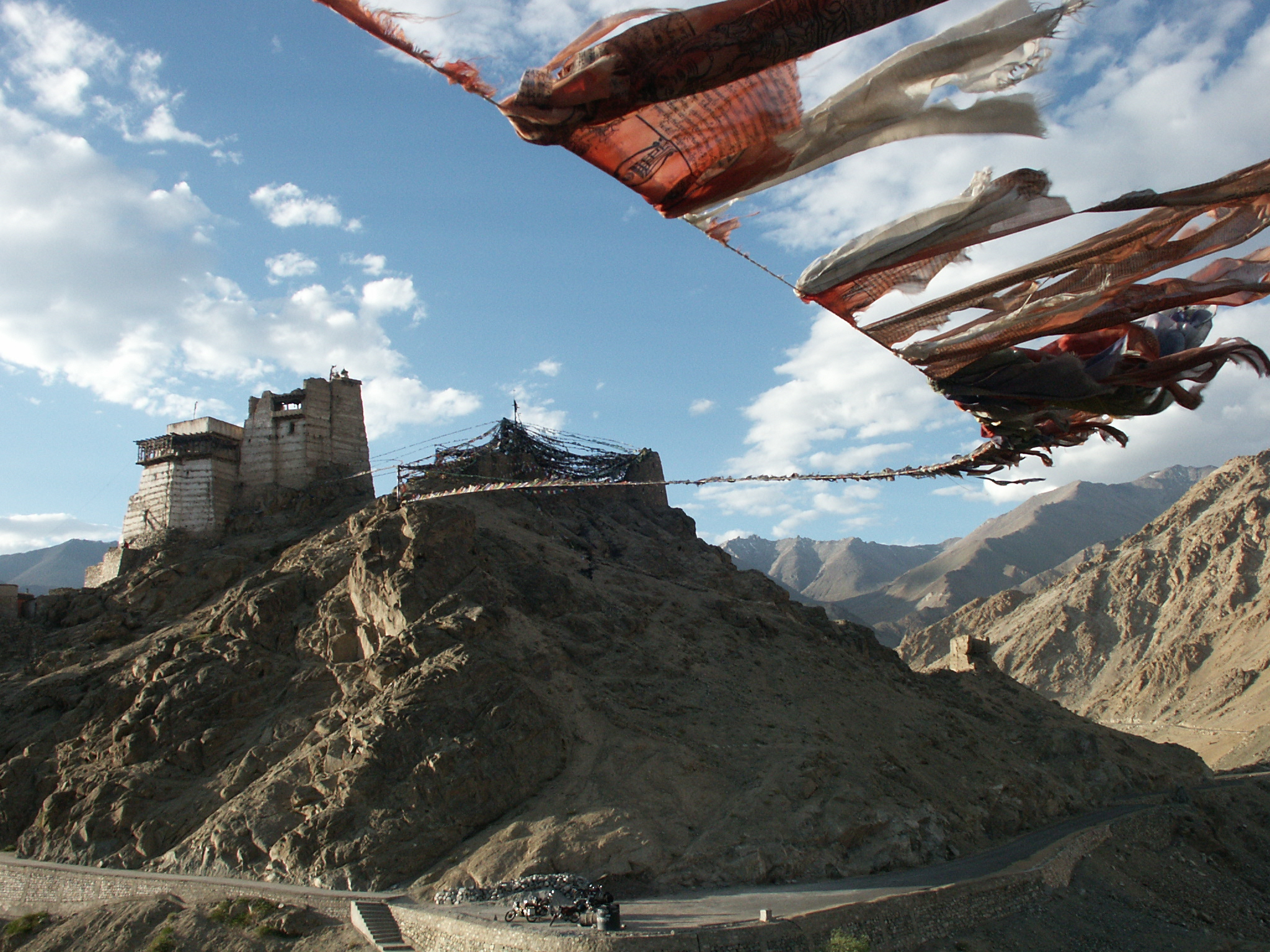
Een slinger van gebedsvlaggetjes hangt tussen twee rotspunten boven Leh in Ladakh

Tibetaanse gebedsvlaggetjes zijn gekleurde rechthoekige stukjes textiel, bedrukt met gebeden en mantra's en opgehangen in slingers op bergpassen, tempels en rotspunten in de Himalaya. Gebedsvlaggetjes komen alleen voor in het Tibetaans boeddhisme, en worden verondersteld afkomstig te zijn uit het oude böngeloof, dat voor de opkomst van het boeddhisme in Tibet werd beleden. 

## Soorten
Er zijn twee soorten gebedsvlaggen: min of meer vierkante lung ta (Tibetaans voor "windpaard") vlaggen, die in slingers worden opgehangen; en verticale darchor vlaggen.
Slingers van lung ta vlaggetjes worden tussen twee hoge punten, bijvoorbeeld rotspunten of daken van tempels of stoepa's, of van een hoog punt diagonaal naar beneden gespannen.
De verticale darchor vlaggetjes worden meestal aan palen bevestigd die in de grond of op daken staan.

## Symboliek

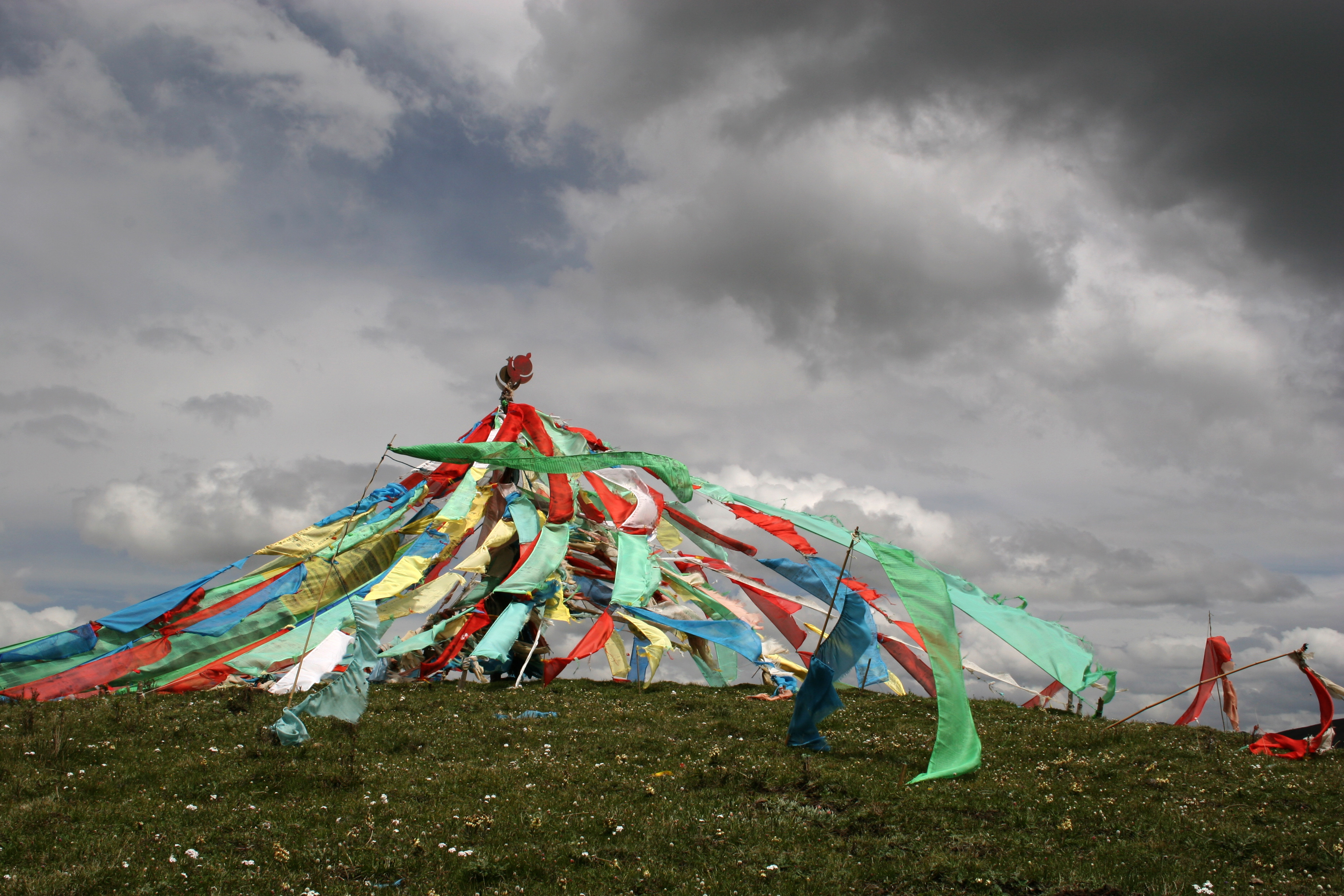
Slingers gebedsvlaggetjes op Qilian Shan in Gansu

Traditioneel komen gebedsvlaggetjes in sets van vijf, van elke primaire kleur één plus wit en groen. De vijf kleuren staan voor de vijf elementen. Blauw staat voor "hemel", wit voor "wind", rood voor "vuur", groen voor "water" en geel voor "aarde". Tegelijkertijd staat elke kleur voor een van de vijf dhyani-Boeddha's: blauw voor Akshobhya Boeddha, wit voor Ratnasambhava Boeddha, rood voor Amitabha Boeddha, groen voor Amoghasiddhi Boeddha en geel voor Vairocana Boeddha.
In het böngeloof werden door priesters vlaggetjes met deze vijf kleuren gebruikt bij rituele ceremonies. Volgens de Tibetaanse geneeskunde is gezondheid het gevolg van harmonie en evenwicht tussen de vijf elementen.
Centraal op een vlaggetje staat een afbeelding van een ta (een sterk paard), dat drie juwelen op zijn rug draagt. De ta symboliseert snelheid en de omschakeling van ongeluk naar voorspoed. De drie juwelen staan symbool voor de Boeddha, de dhamma (de boeddhistische leer) en de sangha (de boeddhistische gemeenschap), de drie hoekstenen van het Tibetaans boeddhisme.
Rondom de ta staan verschillende variaties op rond de twintig traditionele mantra's, elk gericht tot een bepaalde godheid (in het Tibetaanse boeddhisme zijn goden niet zozeer aparte persoonlijkheden maar eerder verschillende "aspecten van het goddelijke"). Sommige van deze mantra's worden toegeschreven aan de drie belangrijke Tibetaanse bodhisattva's: Padmasambhava, Tsjenrezig (de patroon van het Tibetaanse volk) en Manjushri.
Vaak staan naast de mantra's gebeden voor een lang en voorspoedig leven van degene die het vlaggetje ophangt. 
Afbeeldingen of namen van vier legendarische dieren staan in de hoeken van het vlaggetje: de draak, de garoeda, de tijger en de sneeuwleeuw.

## Veronderstelde werking
Gebedsvlaggetjes worden verondersteld vrede, compassie, kracht en wijsheid te verspreiden. Tibetanen geloven dat bij het wapperen in de wind de gebeden en mantra's opstijgen naar de goden, die voorspoed brengen aan de ophanger, zijn familie, vrienden, bekenden en zelfs vijanden.
Door de vlaggetjes op hoge plekken op te hangen kan de ta, het windpaard, de zegeningen naar alle levende wezens brengen. Daarbij wordt de lucht zelf door de vlaggetjes gezuiverd.
Oude vlaggetjes verliezen vaak door weer en wind hun kleuren. Men gelooft dat dit komt doordat de gebeden langzaam worden opgenomen in de omgeving. Net als het leven een cyclus van dood en wedergeboorte is, hangen Tibetanen nieuwe vlaggetjes op naast de oude, om het zelfvernieuwende aspect aan het leven te symboliseren.

## Productie
De vlaggetjes worden bedrukt door middel van blokdruk. De meeste vlaggetjes worden in Nepal of India gemaakt door Tibetaanse vluchtelingen of door Nepalese boeddhisten. Ook in Bhutan worden vlaggetjes geproduceerd. Er zijn verschillende ontwerpen. Tijdens de Culturele Revolutie in China, waren gebedsvlaggetjes in Tibet verboden. Waarschijnlijk zijn veel traditionele ontwerpen toen verloren gegaan. 

## Ophangen

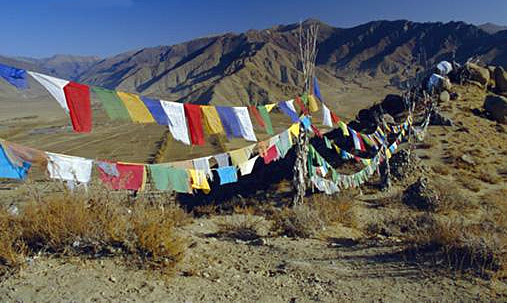
Gebedsvlaggetjes (lung ta stijl) langs een bergpad in Nepal

De verschillende kleuren moeten van links naar rechts in de volgende volgorde worden opgehangen: blauw, wit, rood, groen en geel.
Soms wordt gedacht dat als de vlaggetjes worden opgehangen op een verkeerde datum of tijdstip volgens de Tibetaanse astrologie, het negatieve invloed op hun werking heeft. De beste tijd om vlaggetjes op te hangen zou in de morgen op een winderige zonnige dag zijn.
Tijdens het Tibetaanse Nieuwjaar worden massaal oude vlaggetjes vervangen door nieuwe.
Omdat de symbolen en mantra's op de vlaggetjes heilig zijn, mogen vlaggetjes bijvoorbeeld niet op de grond worden geplaatst of in kleding worden verwerkt. Oude, verwijderde vlaggetjes moeten worden verbrand.